# Демьянцев, Александр Анатольевич
Алекса́ндр Анато́льевич Демья́нцев (род. 1 февраля 1979, Сатка, Челябинская область, РСФСР, СССР) — российский токарь, житель города Сатка. В 2003 году был обвинён и признан виновным в изнасиловании и убийстве 2 подростков, приговорён к 25 годам лишения свободы.

## Заключение
На протяжении многих лет жена Александра Демьянцева, Анна, и его мать Ирина боролись за его освобождение, утверждая, что он невиновен. Дело Демьянцева вызвало большой резонанс в российском обществе. В 2016 году часть материалов дела Демьянцева попали в Интернет; его родственники выложили лишь небольшую часть дела. Отмечалось странное поведение членов семьи Демьянцева.
На протяжении многих лет Александр Демьянцев считался невинно осуждённым. В защиту Александра выступил известный журналист Владимир Соловьёв. В 2012 году уполномоченный по правам человека в Челябинске лично встретился с Демьянцевым в колонии и пообещал заново рассмотреть его дело.
В 2011 году Павел Шеремет в своей программе «Приговор» рассмотрел дело Александра Демьянцева. 12 присяжных-любителей не смогли прийти к однозначному мнению, виновен Демьянцев или нет. В том же году дело Демьянцева было рассмотрено на программе «Битва экстрасенсов».

## В массовой культуре
- Документальный фильм «Зверь на свободе» из цикла «Громкое дело» (2010)